# お楽しみ箱〜モノクロの虹〜
『お楽しみ箱〜モノクロの虹〜』は、2019年3月20日に発表されたザ・ヒーナキャットのオリジナルアルバムである。

## 解説
ゴシックファッションにハードロックサウンドを加え、そこに昭和歌謡っぽい哀愁が混ざるザ･ヒーナキャットの世界観を圧倒的なライブ感で再現したフル・アルバム第三弾である。
Track3:「るるる」がTBS番組「イベントGO!」のオープニングテーマに採用され、急遽シングルカットされ「虹の裏側」として令和元年初日（2019年5月1日）にリリースされた。
所属事務所移籍後、第一弾のフルアルバムとなる。

## 収録曲
1. 開幕（SE） （0:49）
2. アソビタイ （3:53）
  - 作詞・作曲：ひーちゃん
3. 負けず嫌い （3:23）
  - 作詞：ちの / 作曲：ひーちゃん
4. るるる （3:27）
  - 作詞：ちの / 作曲：ひーちゃん
5. 欲望 （3:39)
  - 作詞・作曲：ひーちゃん
6. わかれみち （3:16)
  - 作詞・作曲：ひーちゃん
7. ばらーど （4:45)
  - 作詞・作曲：ひーちゃん
8. 一言言わせて好きですと （3:26)
  - 作詞・作曲：ひーちゃん
9. わがまま （3:10)
  - 作詞：ちの / 作曲：ひーちゃん
10. アーケード （3:14)
  - 作詞：ちの / 作曲：ひーちゃん
11. ヒーナキャット （3:52)
  - 作詞：ちの / 作曲：ひーちゃん
12. ロックはバニラ味 （3:58)
  - 作詞・作曲：ひーちゃん
13. パズル （4:14)
  - 作詞・作曲：ひーちゃん

## 演奏者
- 山岡晃 - SupportGuitar　(「るるる」)
- なかじー - Drums (「一言言わせて好きですと」、「ロックはバニラ味」)
- ドコドコ西尾 - Drums
- ちの - Bass　Chorus
- ひーちゃん - Vocal　Keybord　 Guitar